# Strahinići
Strahinići este un sat din comuna Danilovgrad, Muntenegru. Conform datelor de la recensământul din 2003, localitatea are 58 de locuitori (la recensământul din 1991 erau 40 de locuitori).

## Demografie
În satul Strahinići locuiesc 43 de persoane adulte, iar vârsta medie a populației este de 39,7 de ani (44,4 la bărbați și 36,4 la femei). În localitate sunt 20 de gospodării, iar numărul mediu de membri în gospodărie este de 2,90.
Populația localității este foarte eterogenă.
|  |

| Demografie | Demografie | Demografie |
| An         | Locuitori  | Locuitori  |
| ---------- | ---------- | ---------- |
|            |            |            |
|            |            |            |
|            |            |            |
|            |            |            |
| 1948       | 80         |            |
| 1953       | 81         |            |
| 1961       | 76         |            |
| 1971       | 64         |            |
| 1981       | 62         |            |
| 1991       | 40         | 40         |
| 2003       | 58         | 58         |

| \| Componența etnică conform recensământului din 2003[2] \| Componența etnică conform recensământului din 2003[2] \| Componența etnică conform recensământului din 2003[2] \| Componența etnică conform recensământului din 2003[2] \| Componența etnică conform recensământului din 2003[2] \| \| ----------------------------------------------------- \| ----------------------------------------------------- \| ----------------------------------------------------- \| ----------------------------------------------------- \| ----------------------------------------------------- \| \| \| \| \| \| \| \| Sârbi \| Sârbi \| \| 30 \| 51,72% \| \| Muntenegreni \| Muntenegreni \| \| 28 \| 48,27% \| \| necunoscută \| necunoscută \| \| 0 \| 0% \| |              |  |    |        |
| Componența etnică conform recensământului din 2003 |              |  |    |        |
| |              |  |    |        |
| Sârbi | Sârbi        |  | 30 | 51,72% |
| Muntenegreni | Muntenegreni |  | 28 | 48,27% |
| necunoscută | necunoscută  |  | 0  | 0%     |